# Mortsel

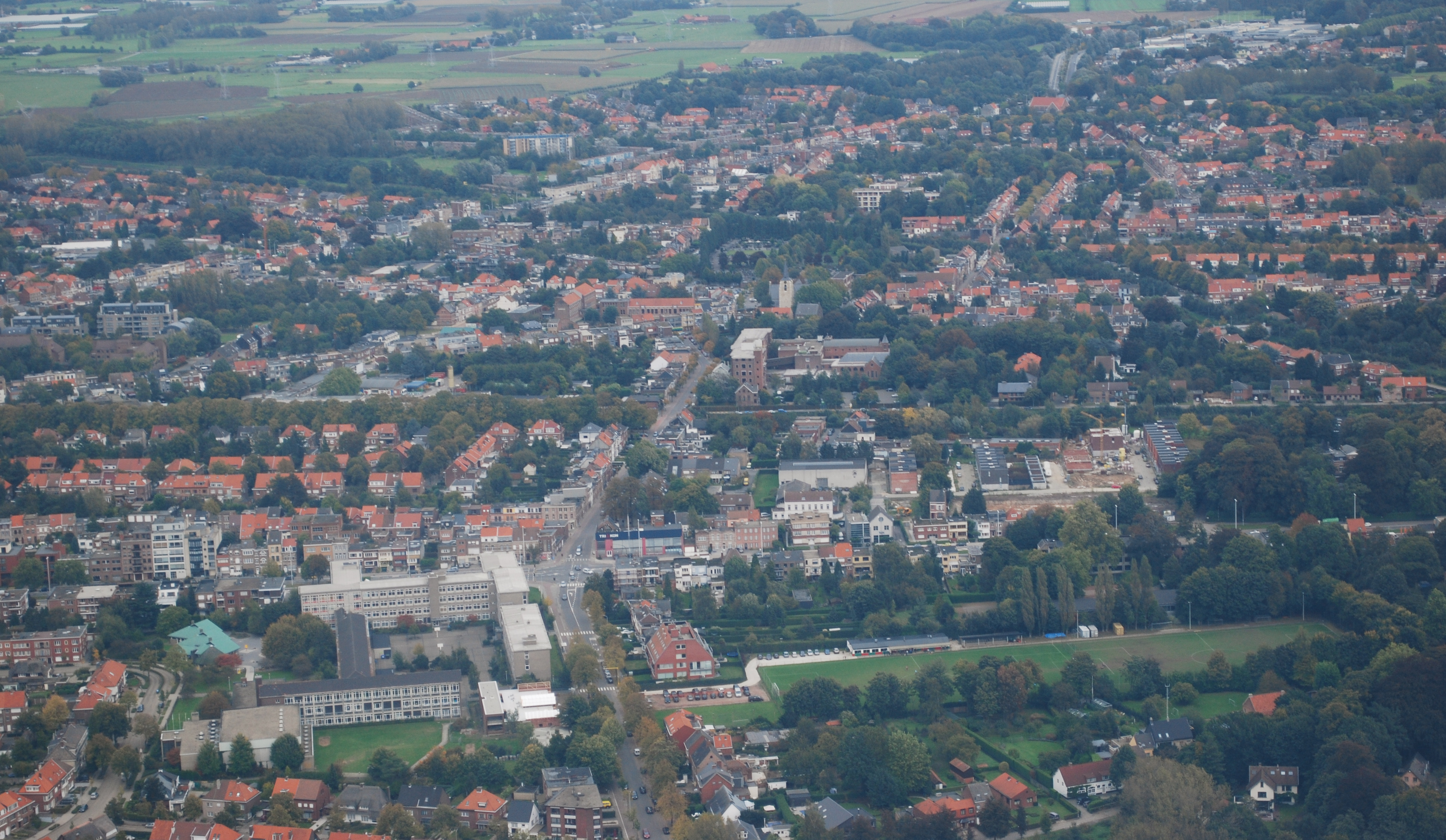
Luchtopname van Mortsel-Centrum

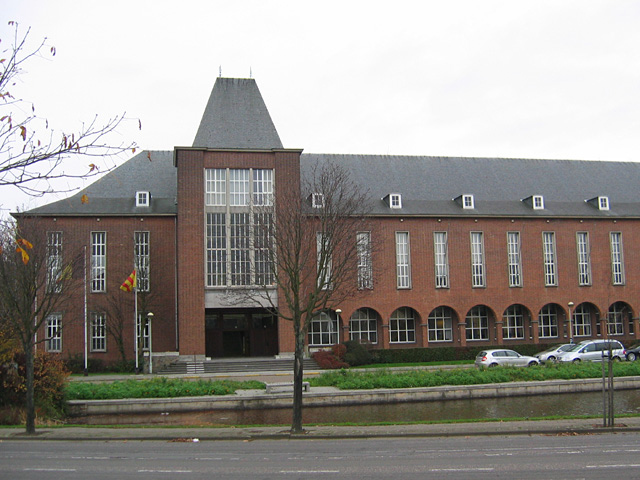
Het stadhuis

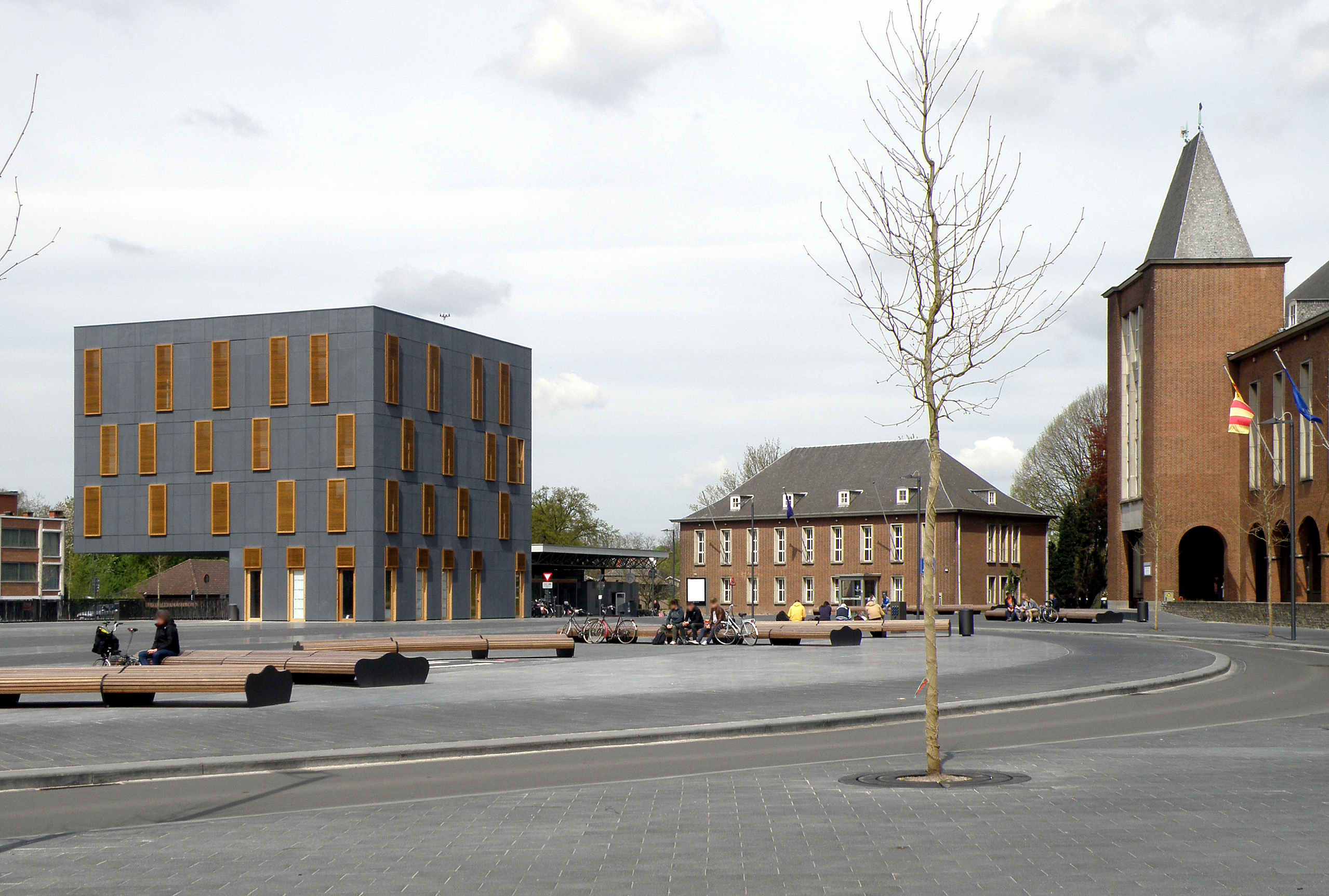
Het Stadsplein

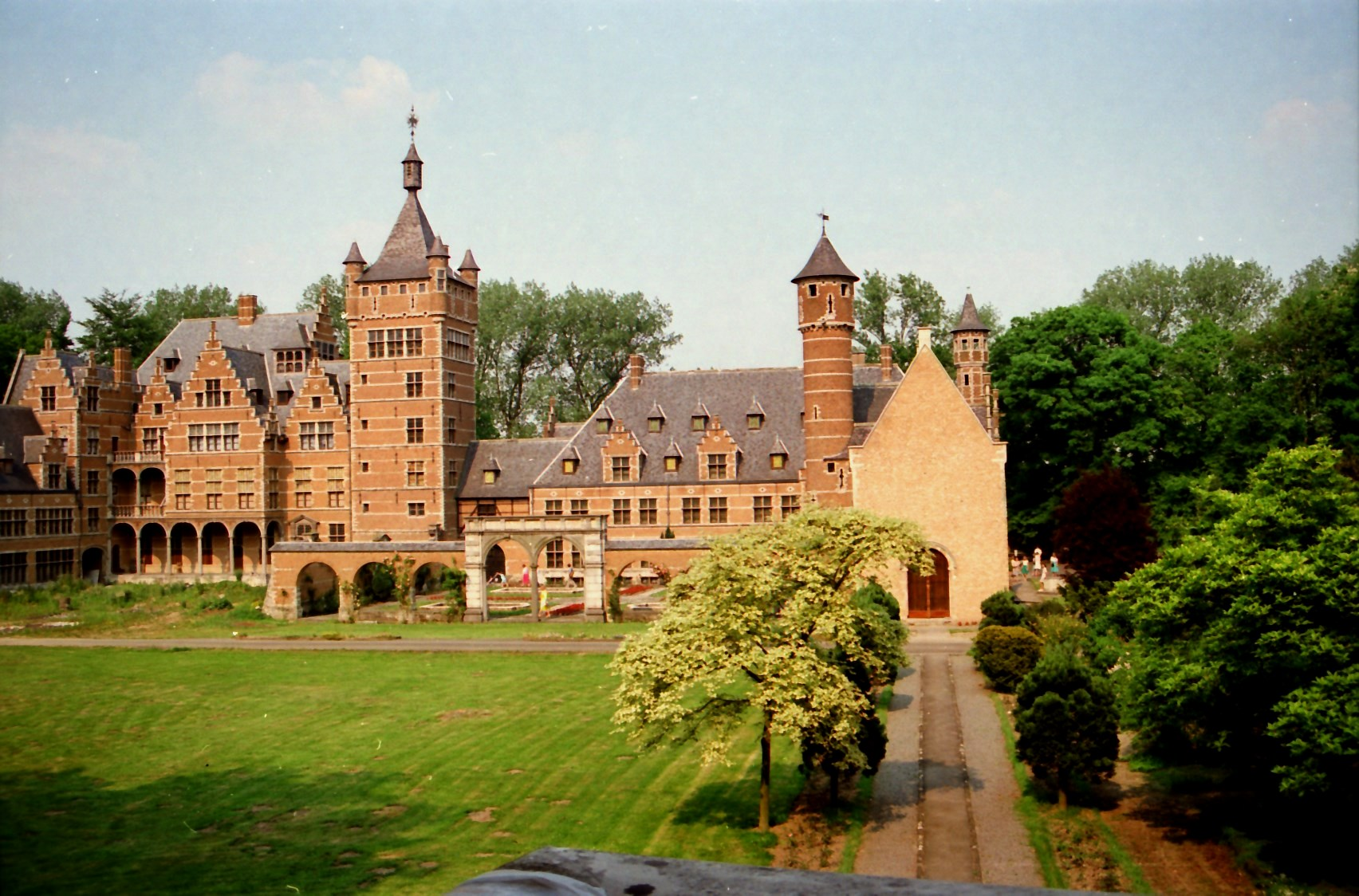
Kasteel Cantecroy

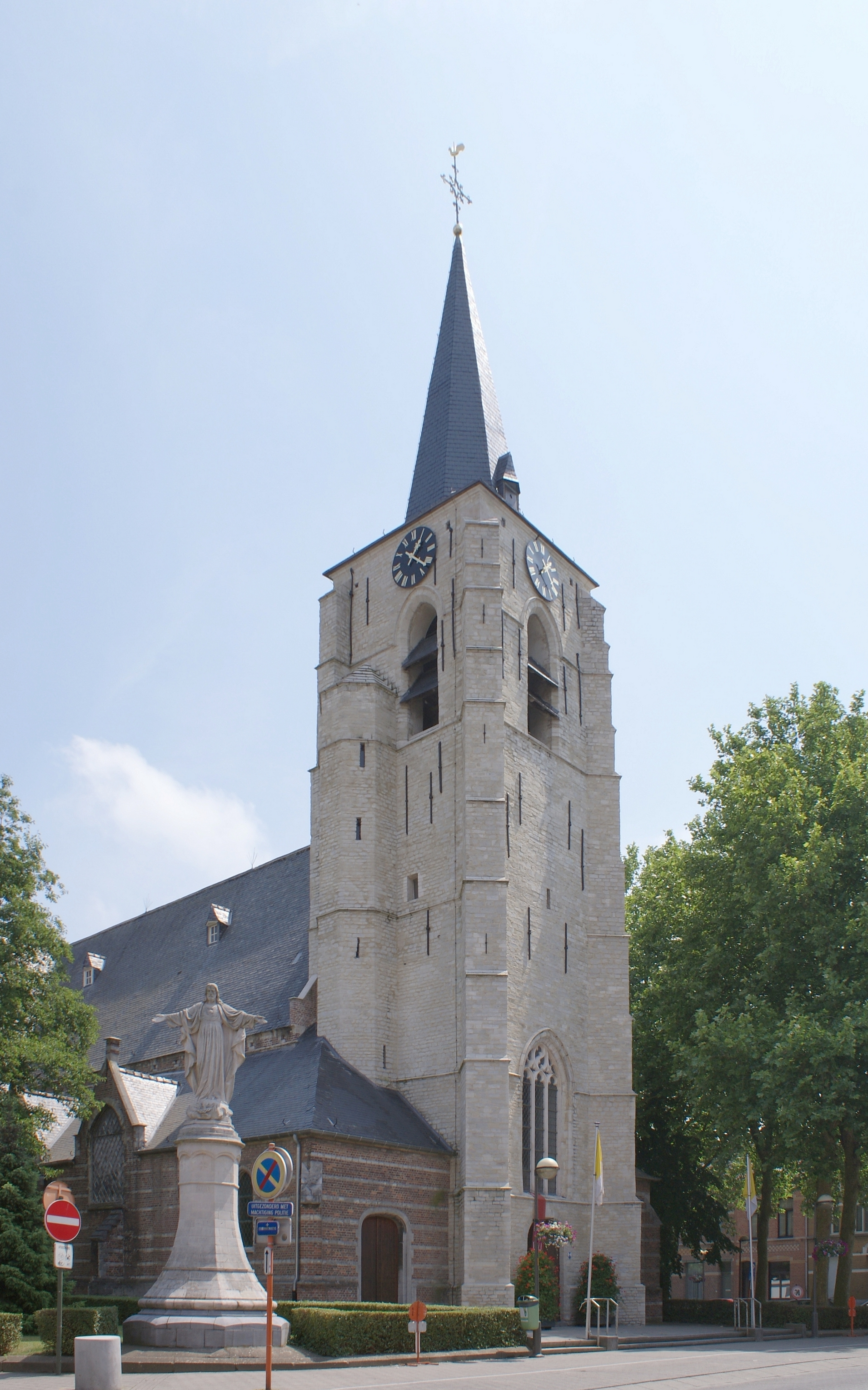
Sint-Benedictuskerk

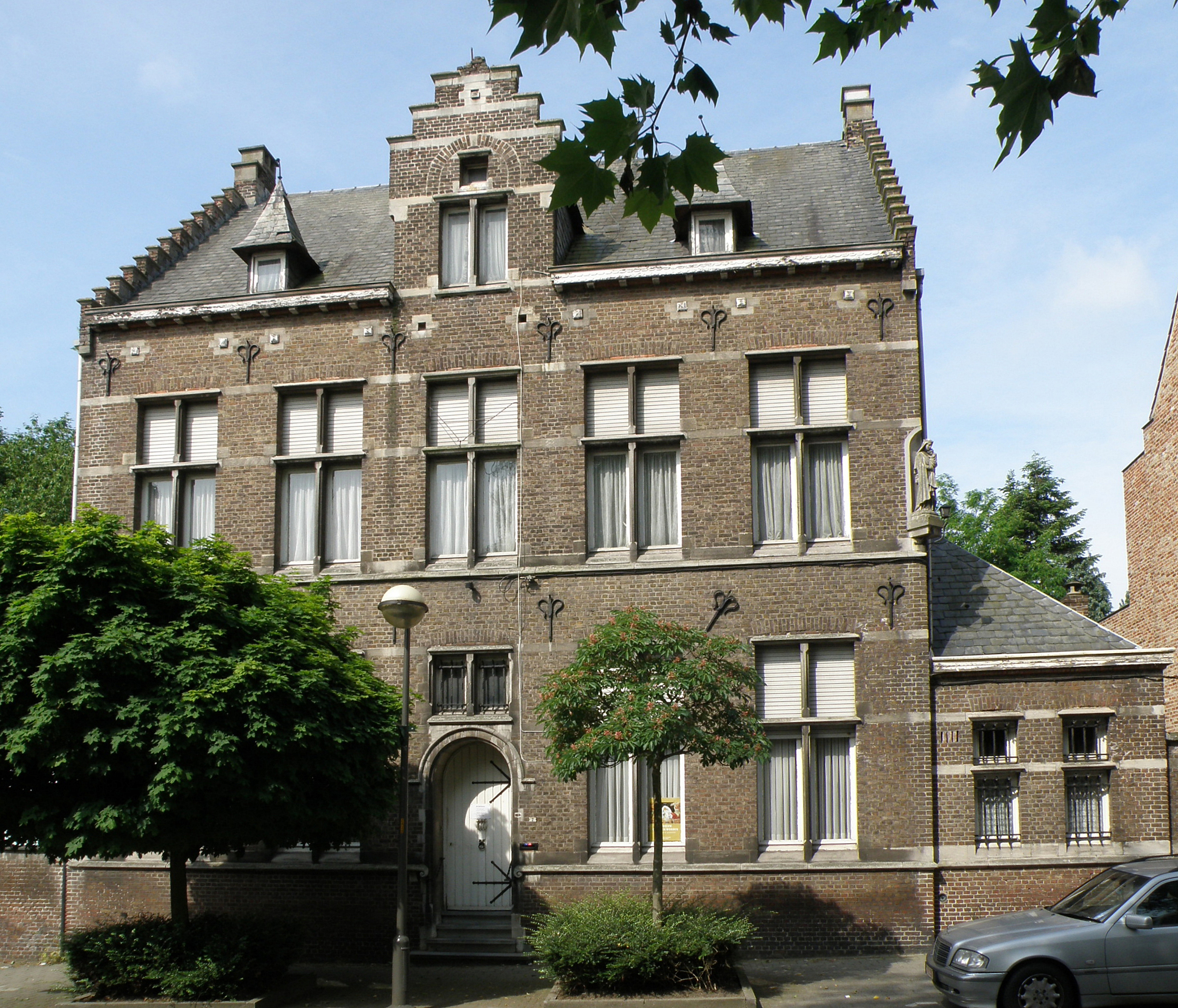
Pastorie van de Sint-Benedictusparochie in Neo-Vlaamse-renaissancestijl, n.o.v. Louis Gife (1889)

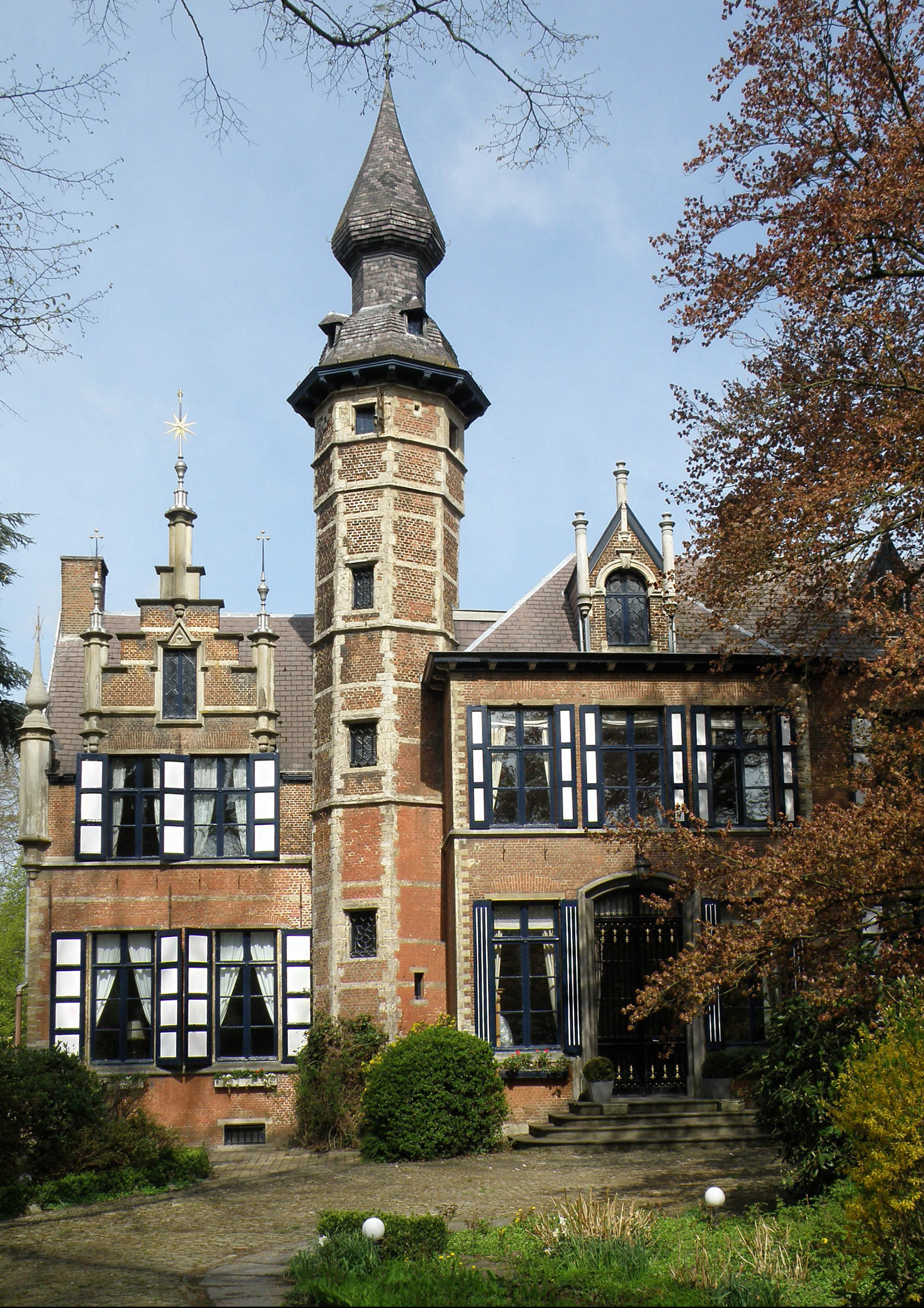
Hof ten Dorpe

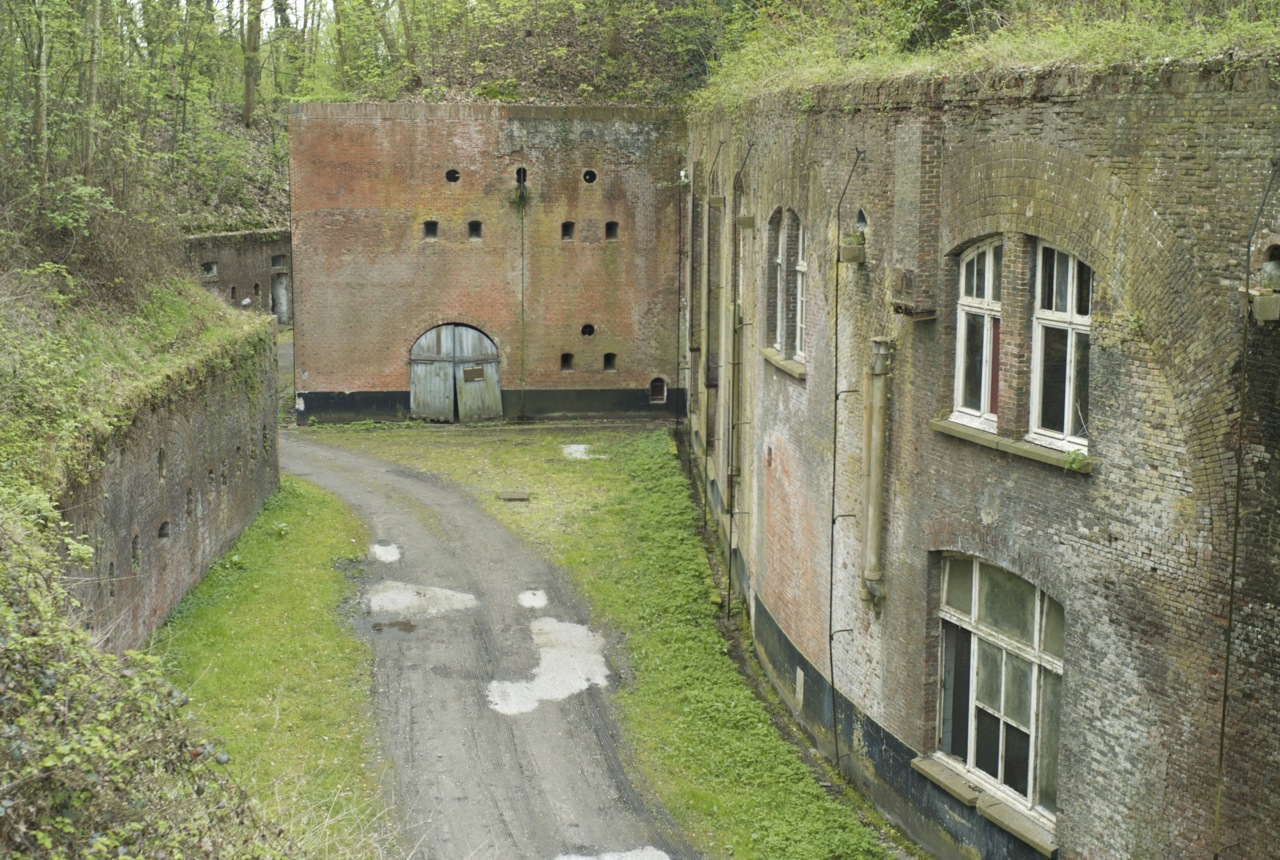
Fort IV

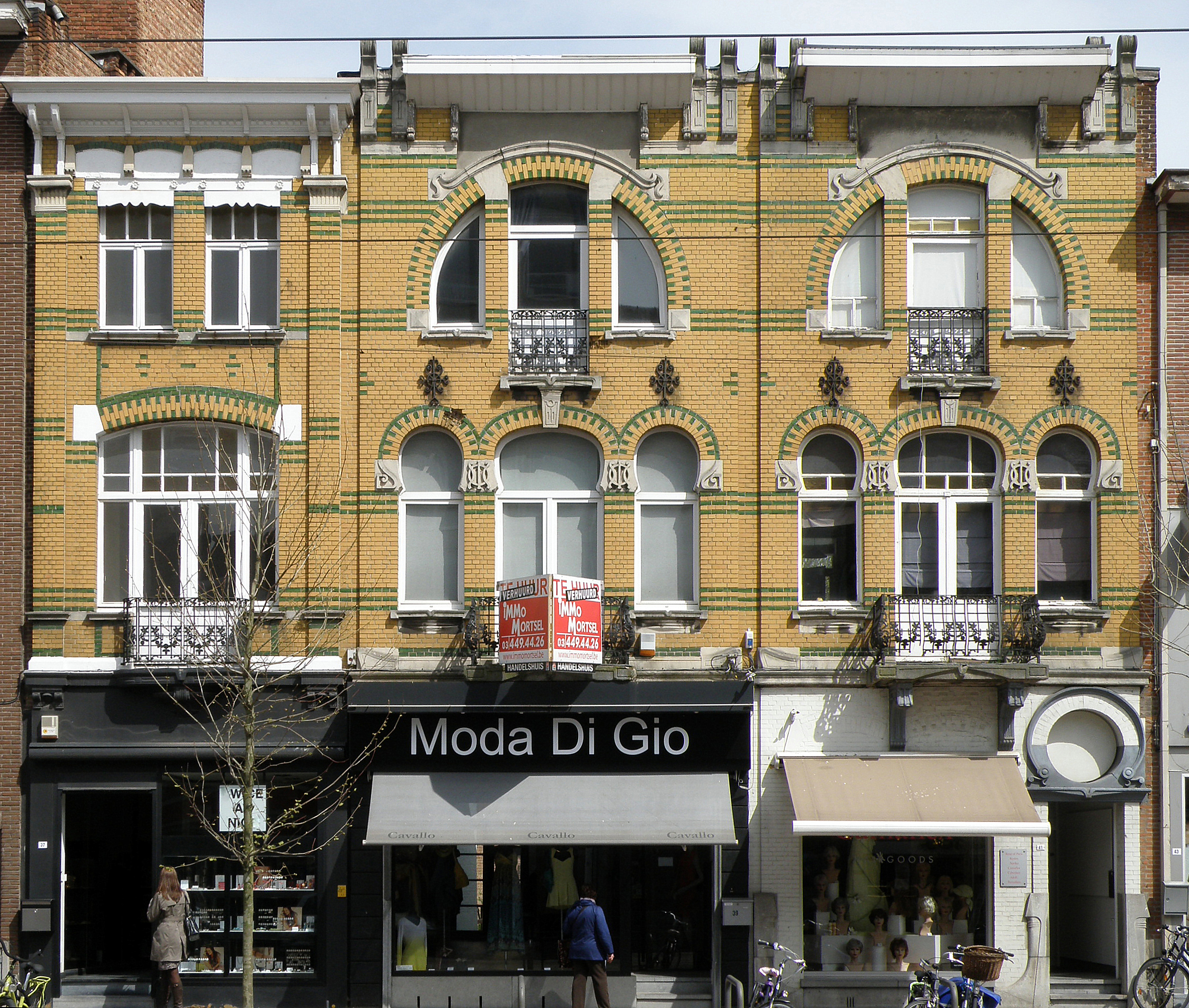
Art-nouveauhuizen aan de Statielei

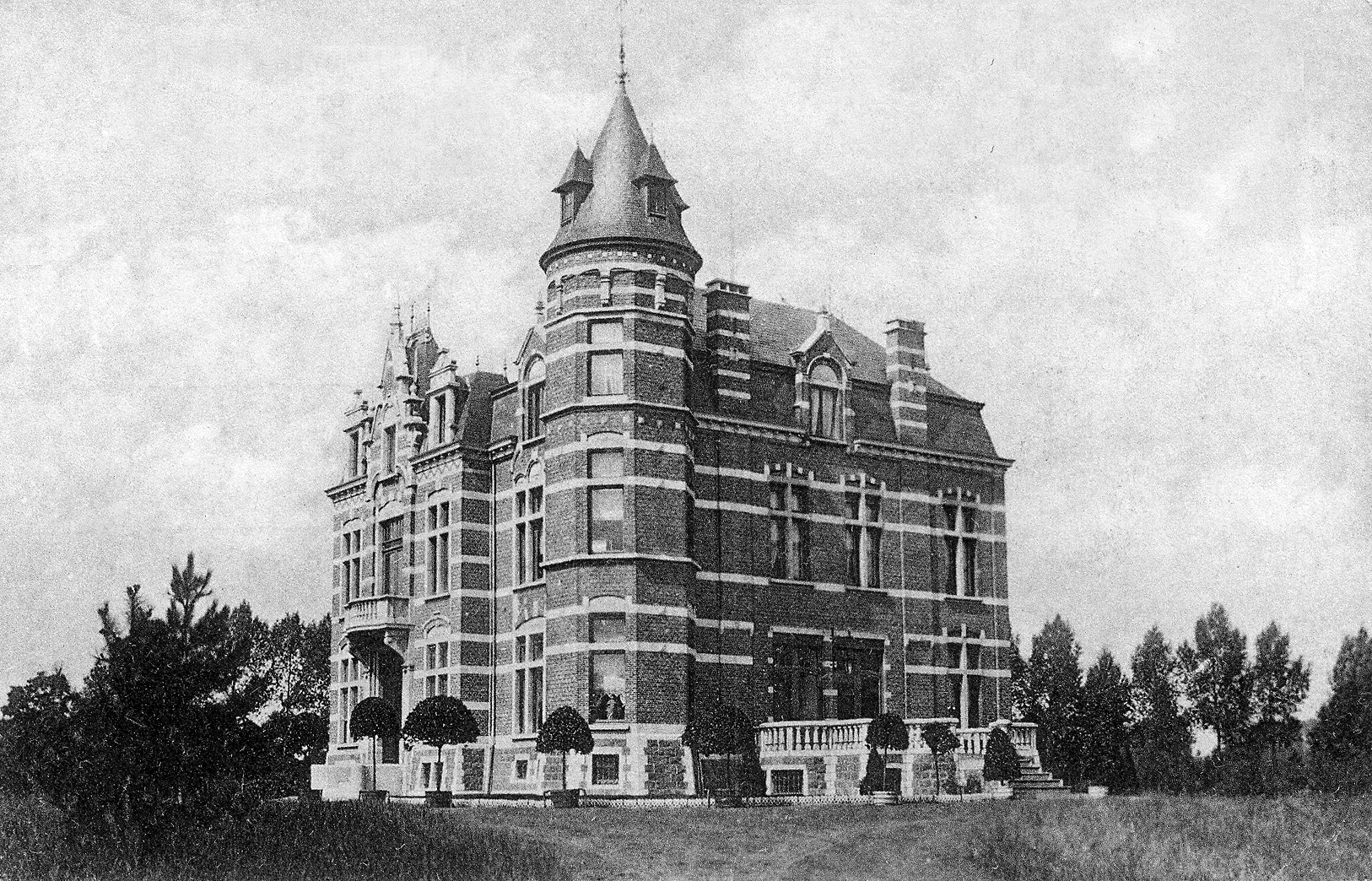
Kasteel Savelkoul, op de locatie waar later Wijk Savelkoul zal komen

Mortsel is een stad in de Belgische provincie Antwerpen. De stad telt ruim 26.000 inwoners. Binnen de stadsgrenzen liggen geen andere kernen. De stad behoort tot het kieskanton Kontich en het achtste gerechtelijk kanton Antwerpen.

## Toponymie
Mortsel is vermoedelijk ontstaan uit twee woonkernen, namelijk Mortsel-Dorp en Oude God.
De oudste schriftelijke vermelding van Mortsel, als Mortsella, dateert uit 1158. De naam zou zijn afgeleid van de Germaanse woorden mor (dat "moer, moeras" betekent) en sali (dat "uit één ruimte bestaand huis" zou betekenen). Samengesteld geeft dit dan "Een uit één ruimte (zaal) bestaand huis, gebouwd in het moeras".
De naam Oude God zou volgens sommige bronnen verwijzen naar een verdwenen Romeins heiligdom dat gelegen was aan de heirbaan Bavik-Utrecht.
Volgens historicus Kanunnik Floris Prims zouden er zelfs in de 17de eeuw, meer dan een millennium na het vertrek van de laatste Romeinse legioenen uit deze streken nog steeds heimelijk rituelen hebben plaatsgevonden bij deze toen nog bestaande heidense tempel.
Op te merken valt dat woorden als god of man (aan het kruis) in de middeleeuwen ook gebruikt werden om er een Christusbeeld mee aan te duiden.

## Geschiedenis

### Neolithicum
Over deze periode in de geschiedenis is zeer weinig geweten, wel is er op het grondgebied van de gemeente een neolithische bijl uit circa 3500 v.C. aangetroffen.

### Gallo-Romeinse periode
De vroegste bewijzen van menselijke bewoning gaan terug tot de Gallo-Romeinse periode. Dit werd aangetoond tijdens archeologische opgravingen in 1963 door de Antwerpse Vereniging voor Romeinse Archeologie (AVRA) van een Romeinse villa. Deze was gelegen aan een Romeinse heirbaan. In noordelijke richting liep deze weg vermoedelijk tot in Utrecht, in zuidelijke richting voerde hij naar het vlakbijgelegen Rumst. Vanuit Rumst leidde de weg naar Asse (zuidwesten) en naar de vicus van Elewijt (zuidoosten). Vermoed wordt dat het al voor deze tijd een woonplaats was van de Menapiërs. Daarnaast zijn er op de "Steenakker" restanten van een omwalde hoeve met driebeukige schuur aangetroffen, die er tot het einde van de 2e eeuw moet hebben gestaan.

### Middeleeuwen
Het eerste spoor van Mortsel in een geschreven bron dateert uit 869 in een polyticon van de abdij van Lobbes betreffende villa Tishengien (later Dieseghem en Diezegem) en luidt: "… Sunt et in villa quae dicitur Tisingaheim mansi IIII solvit unusquisque pro censu solid.V et porcum I …" (vertaling: "...in de villa die Tisingaheim genoemd wordt zijn er vier mansi, elk van hen betaalt als cijns 5 schellingen en 1 varken..."). Deze villa zou vermoedelijk geschonken zijn door de heilige Reinildis, dochter van de Hertog van Brabant, aan de Henegouwse Benedictijnen in de 7e eeuw en omvatte gronden in de huidige gemeenten Mortsel, Hove en Edegem.
De naam Mortsel zelf duikt voor de eerste maal op in een pauselijke bul uit 1150 in verband met het altare de Mortezele. Ook de bisschop van Kamerijk, Nicolaas I van Chièvres, heeft het acht jaar later (1158) over dit altaar, dat hij toen terugschonk aan de abdij van Lobbes. Hij noemt de plek echter Mortsella. Helaas gingen alle archieven van deze benedictijnenabdij verloren tijdens de Duitse bombardementen op 10 mei 1940, en is er bijgevolg nog weinig geweten over Mortsel in de periode 869 tot 1150.
Vermoed wordt dat omstreeks de 10e of 11e eeuw ten zuiden van villa Diezegem het nieuwe centrum "Mortsel" ontstond. Vermoedelijk stond hier lange tijd slechts een kapel die tot 1158 afhankelijk was van de moederparochie te Kontich. In dat jaar werd de eerste kerk gebouwd op de locatie van de kapel, die op haar beurt in de 15e eeuw vervangen zou worden door de huidige Sint-Benedictuskerk. Omstreeks diezelfde tijd zou ook de woonkern Oude-God zijn gesticht op de plek waar de verbindingswegen Mortsel-Lier en Antwerpen-Mechelen samenkomen.
In 1387 komt de heerlijkheid Mortsel in de handen van de heren van Cantecroy, die het dorp tot grote bloei brengen. In dit verband verdienen vooral Antoine Perrenot en kardinaal Granvelle vermelding. Die laatste vergrootte het goed met de zogenaamde "cardinaelsdorpen". Al deze leengoederen (Mortsel, Edegem, Luithagen, Boechout, Borsbeek, Hove, Vremde, Kontich, Waarloos, Reet en ten slotte Aartselaar) werden in 1570 gebundeld tot het graafschap Cantecroy.

### Ancien régime
In de tweede helft van de 16e eeuw, door toedoen van de godsdienstoorlogen, viel dit graafschap uiteen. De opstand van de Nederlanden tegen Spanje betekende voor Mortsel een permanente onrust. In de periode die volgt wordt het dorp, wegens zijn strategische ligging op het kruispunt van belangrijke toegangswegen naar Antwerpen, nagenoeg doorlopend getroffen door verwoestingen, plunderingen, troepentransporten en gevechten.
Zo was het de Antwerpse beeldenstormers gelukt om op 12 augustus 1566 kasteel Cantincrode in te nemen. Deze situatie veranderde echter al snel met de komst van Fernando Álvarez de Toledo (bijnaam: Alva) naar de Schelde-regio. Al snel werd het kasteel en bijgevolg ook Mortsel heroverd door de Spanjaarden. Omwille van het strategische nut van Cantincrode liet Alva het kasteel ombouwen tot een typisch Spaanse vesting waarvan de onderbouw (ringmuur en bastions) tot de dag van vandaag nog uit het water oprijst.
Na Alva's vertrek veranderde de vesting in een waar roversnest, dat een belangrijke rol speelde tijdens de Spaanse furie. In 1583 werd Mortsel, in de aanloop naar de "Val van Antwerpen" (1585) volledig ontvolkt en platgebrand door Alexander Farnese. Van de 126 gezinnen die Mortsel aanvankelijk bewoonden, resteerden er nadien nog slechts drie. Voornamelijk de wijk Luithagen werd zwaar getroffen. Na 1609 kon men voor het eerst herademen, maar het einde van de militaire opvorderingen was nog lang niet in zicht. In de loop van de 17e eeuw belandde Cantincrode in handen van de familie de Fiennes die het huidige herenhuis lieten optrekken.

### Moderne Tijd
In 1860 werd Fort 4 opgetrokken in het kader van het Nationaal Reduit, naar een ontwerp van legerofficier Henri Alexis Brialmont. De bouw was een reusachtige onderneming, zo moet er 13 miljoen m³ aarde verplaatst worden en zo'n 1 miljoen m³ baksteen gemetseld worden. Deze werken werden uitgevoerd door de Compagnie Générale de Materiel des Chemins de Fer uit Brussel en zou zo'n 35 tot 40 miljoen frank kosten. Voor de bouw van het fort werd ± 35 ha grond onteigend en de kosten zouden oplopen tot ongeveer 54 miljoen frank (1 400 000 €). De meeste huizen werden in deze tijd opgetrokken uit hout, daar het verboden was in een straal van 585 meter rondom militaire versterkingen stenen gebouwen op te trekken.
In 1897 trekken de komst van fietsen- en autoproducent Minerva en de ateliers van Lieven Gevaert de industrialisatie van Mortsel op gang. Alwaar in 1904 tevens de eerste steen werd gelegd van het huidige complex, waar later belangrijke fotografische uitvindingen zouden gebeuren. Zo werd in 1902 het Gevaert-matpapier op de markt gebracht en later zouden ook de eerste röntgenfilms en geluidsfilms in Gevaerts fabriek ontwikkeld worden. Ten gevolge van deze industrialisatie kende de gemeente een grote bevolkingstoename en groeiden de drie gehuchten aaneen tot een agglomeratie aan de transitobaan N1.
Tijdens zware gevechten om Antwerpen in de aanloop naar de Eerste Wereldoorlog in 1914 deelde Mortsel opnieuw in de klappen en werd er, uit angst voor franc-tireurs, civiele sluipschutters die de oprukkende Duitsers onder vuur namen, lelijk huisgehouden in de gemeente. Zo werden tal van burgers gearresteerd, gedeporteerd en zelfs standrechtelijk geëxecuteerd. Op 6 oktober 1914 kwam Fort 4 in de eerste linie te liggen, maar bleek niet bestand tegen de Duitse artillerie. Reeds twee dagen later, tijdens een bombardement, kreeg een batterij opgesteld op het fort een voltreffer. Hierdoor sloegen de Belgische garnizoenen op de vlucht. De Britten namen echter de verdediging over, maar moesten eveneens de aftocht blazen. In de nacht van 9 op 10 oktober werd het Nationaal Reduit verlaten en de volgende dag volgde de capitulatie van Antwerpen.
Tijdens de Duitse inval op 10 mei 1940 - het begin van de Tweede Wereldoorlog voor België - vinden er zware bombardementen plaats in Mortsel. Aangezien in Wereldoorlog I was gebleken dat de Brialmont-forten niet bestand waren tegen de Duitse overmacht, werden ze niet ingezet in de verdediging van Antwerpen. De Duitsers gebruikten het Mortselse fort echter wel. Zo melden spionageverslagen uit 1943 dat er verschillende vliegtuigbommen en Flak-munitie opgeslagen zou liggen. De Duitsers lieten op het terrein een aantal stenen loodsen optrekken en op de wallen van het fort werden er veldversterkingen gebouwd. Omstreeks het einde van het oorlogsjaar 1943 besloot de bezetter een anti-tankgracht (in de volksmond "Den Dnjepr" genoemd), die de fortgrachten verbond, aan te leggen. Door de dichte bebouwing in Mortsel werd het tracé aldaar zo ver naar het zuiden voorzien, dat het nooit voltooid werd.
Na de Achttiendaagse Veldtocht was het voor een periode van drie jaar relatief rustig in de Mortselse lucht. Hoewel er nog vaak bommenwerpers over het land trokken richting Duitsland. Aan deze "pauze" kwam op 5 april 1943 echter een bruusk einde.

### Bombardement van 5 april 1943 op Mortsel
Op die dag werd per vergissing door een Amerikaans bombersquad een bombardement uitgevoerd op de gemeente. Het bombardement was eigenlijk bedoeld voor de fabrieken van de "ERLA" waar vliegtuigen en vliegtuigmotoren werden gemaakt, maar de meeste bommen misten doel en legden de wijk Oude-God plat. Verschillende openbare gebouwen, waaronder vier scholen, werden geraakt. Er waren 936 dodelijke slachtoffers, waaronder 209 kinderen. Mortsel kreeg nooit een oorlogskruis omdat het om "friendly fire" ging. Na de bevrijding van Antwerpen, werd Mortsel nog wel tweemaal getroffen door een V-bom op fort 4. Van slachtoffers werd er evenwel geen melding gemaakt. In 2004 kreeg Mortsel van de Belgische regering erkenning voor het oorlogsleed. Een echt "oorlogskruis" kreeg Mortsel echter niet.

### 21e eeuw
Door de wet van 23 juni 1999 werd de gemeente Mortsel gepromoveerd tot stad met ingang van 1 januari 2000.
Omdat Mortsel zich wilde concentreren op het Mortselse Fort 4 (Kapitein Wagner) werd besloten het Mortselse gedeelte van het voormalige militair domein Fort 3 (Luitenant Naeyaert) tussen de Fortloop en de Koudebeek aan de gemeente Borsbeek af te staan.

## Geografie
De gemeente beslaat een oppervlakte van 778 ha, waarvan 17,46% landbouwgrond is, 0,60% is bos en ongeveer 79,37% bestaat uit bebouwde gronden. De urbanisatiegraad van de gemeente bedraagt eveneens 79,37%. Het hoogste punt van de gemeente is de Sint-Benedictuskerk en laagste punt de Drabstraat. De gemiddelde prijs per m² bouwgrond bedroeg in 2003 204,66 euro

### Hydrografie
De gemeente heeft 3 (noemenswaardige) waterlopen, zijnde de Koude Beek, Fortloop en de Zwarte Beek. Alle drie deze beken wateren af in het Groot Schijn.

### Kernen
De gemeente heeft geen deelgemeenten. Wel bestaat ze uit drie met elkaar vergroeide kernen, namelijk Mortsel-Dorp, Oude-God en Luithagen.

### Aangrenzende gemeenten
| Aangrenzende gemeenten | Aangrenzende gemeenten | Aangrenzende gemeenten | Aangrenzende gemeenten | Aangrenzende gemeenten |
| ---------------------- | ---------------------- | ---------------------- | ---------------------- | ---------------------- |
| Antwerpen              |                        |                        |                        | Borsbeek               |
|                        |                        |                        |                        |                        |
|                        | Boechout               |                        |                        |                        |
|                        |                        |                        |                        |                        |
| Edegem                 |                        |                        |                        | Hove                   |

## Natuur en landschap
Mortsel is sterk verstedelijkt. Het maakt deel uit van de Antwerpse agglomeratie. De hoogte bedraagt 11-20 meter.

## Demografie
- Bronnen:NIS, Opm:1806 tot en met 1981=volkstellingen; 1990 en later= inwonertal op 1 januari

| Inwoners van jaar tot jaar op 1 januari 1992 tot heden | Inwoners van jaar tot jaar op 1 januari 1992 tot heden | Inwoners van jaar tot jaar op 1 januari 1992 tot heden |
| jaar                                                   | Aantal                                                 | Evolutie: 1992=index 100                               |
| ------------------------------------------------------ | ------------------------------------------------------ | ------------------------------------------------------ |
| 1992                                                   | 25.859                                                 | 100,0                                                  |
| 1993                                                   | 25.839                                                 | 99,9                                                   |
| 1994                                                   | 25.780                                                 | 99,7                                                   |
| 1995                                                   | 25.784                                                 | 99,7                                                   |
| 1996                                                   | 25.611                                                 | 99,0                                                   |
| 1997                                                   | 25.370                                                 | 98,1                                                   |
| 1998                                                   | 25.197                                                 | 97,4                                                   |
| 1999                                                   | 25.107                                                 | 97,1                                                   |
| 2000                                                   | 25.086                                                 | 97,0                                                   |
| 2001                                                   | 24.859                                                 | 96,1                                                   |
| 2002                                                   | 24.738                                                 | 95,7                                                   |
| 2003                                                   | 24.669                                                 | 95,4                                                   |
| 2004                                                   | 24.450                                                 | 94,6                                                   |
| 2005                                                   | 24.393                                                 | 94,3                                                   |
| 2006                                                   | 24.427                                                 | 94,5                                                   |
| 2007                                                   | 24.426                                                 | 94,5                                                   |
| 2008                                                   | 24.416                                                 | 94,4                                                   |
| 2009                                                   | 24.658                                                 | 95,4                                                   |
| 2010                                                   | 24.737                                                 | 95,7                                                   |
| 2011                                                   | 24.804                                                 | 95,9                                                   |
| 2012                                                   | 25.143                                                 | 97,2                                                   |
| 2013                                                   | 25.202                                                 | 97,5                                                   |
| 2014                                                   | 25.242                                                 | 97,6                                                   |
| 2015                                                   | 25.356                                                 | 98,1                                                   |
| 2016                                                   | 25.551                                                 | 98,8                                                   |
| 2017                                                   | 25.588                                                 | 99,0                                                   |
| 2018                                                   | 25.824                                                 | 99,9                                                   |
| 2019                                                   | 26.099                                                 | 100,9                                                  |
| 2020                                                   | 26.157                                                 | 101,2                                                  |
| 2021                                                   | 26.170                                                 | 101,2                                                  |
| 2022                                                   | 26.189                                                 | 101,3                                                  |
| 2023                                                   | 26.391                                                 | 102,1                                                  |
| 2024                                                   | 26.588                                                 | 102,8                                                  |
| 2025                                                   | 26.736                                                 | 103,4                                                  |

## Politiek

### Structuur
De stad Mortsel ligt in het kieskanton Kontich, het provinciedistrict Boom, het kiesarrondissement Antwerpen en ten slotte de kieskring Antwerpen.
| Mortsel        | Mortsel    | Supranationaal         | Nationaal                         | Nationaal           | Gemeenschap         | Gewest              | Provincie           | Arrondissement  | Provinciedistrict | Kanton          | Gemeente        |
| -------------- | ---------- | ---------------------- | --------------------------------- | ------------------- | ------------------- | ------------------- | ------------------- | --------------- | ----------------- | --------------- | --------------- |
| Administratief | Niveau     | Europese Unie          | België                            | België              | Vlaanderen          | Vlaanderen          | Antwerpen           | Antwerpen       | Antwerpen         | Antwerpen       | Mortsel         |
| Administratief | Bestuur    | Europese Commissie     | Belgische regering                | Belgische regering  | Vlaamse Regering    | Vlaamse Regering    | Deputatie           | Deputatie       | Deputatie         | Deputatie       | Gemeentebestuur |
| Administratief | Raad       | Europees Parlement     | Kamer van volksvertegenwoordigers | Vlaams Parlement    | Vlaams Parlement    | Vlaams Parlement    | Provincieraad       | Provincieraad   | Provincieraad     | Provincieraad   | Gemeenteraad    |
| Kieskring      | Kieskring  | Nederlands Kiescollege | Kieskring Antwerpen               | Kieskring Antwerpen | Kieskring Antwerpen | Kieskring Antwerpen | Kieskring Antwerpen | Antwerpen       | Boom              | Kontich         | Mortsel         |
| Verkiezing     | Verkiezing | Europese               | Federale                          | Federale            | Vlaamse             | Vlaamse             | Provincieraads-     | Provincieraads- | Provincieraads-   | Provincieraads- | Gemeenteraads-  |

### Politieke geschiedenis

#### (Voormalige) Burgemeesters
| Periode | Periode     | Burgemeester                                 |
| ------- | ----------- | -------------------------------------------- |
|         | 1799 – 1802 | Jacobus Weyns                                |
|         | 1802 – 1807 | Jean-Baptist Van Engelen                     |
|         | 1808 – 1812 | Wauthier Berthout                            |
|         | 1812 – ?    | M. Osy                                       |
|         | 1836 – 1843 | P.J. Meert                                   |
|         | 1843 – 1853 | Pierre Deckers                               |
|         | 1853 – 1870 | Herman Ullens                                |
|         | 1870 – 1873 | Pieter Reypens                               |
|         | 1873 – 1874 | K. De Rooy                                   |
|         | 1874 – 1899 | Pieter Reypens                               |
|         | 1899 – 1899 | Edward Arsen (waarnemend burgemeester)       |
|         | 1900 – 1900 | Edward Arsen                                 |
|         | 1900 – 1904 | Frans Schoesetters (waarnemend burgemeester) |
|         | 1904 – 1908 | Servais Huybrechts                           |
|         | 1908 – 1914 | Armand Segers (MP)                           |

| Periode | Periode      | Burgemeester                            |
| ------- | ------------ | --------------------------------------- |
|         | ...          |                                         |
|         | 1918 – 1919  | Armand Segers (MP)                      |
|         | ...          |                                         |
|         | 1921 – 1925  | Armand Segers (MP)                      |
|         | 1925 – ?     | J. Hermans                              |
|         | 1939 – 1941  | John Juchem                             |
|         | 1941 – 1944  | Onderdeel van Groot-Antwerpen           |
|         | 1945 – 1947  | Frans Kloeck                            |
|         | 1947 – 1958  | Arthur Lamens                           |
|         | 1958 – 1970  | Frans Kloeck (Katholieke Vrije Mortsel) |
|         | 1971 – 1982  | Constant Amssoms (CVP)                  |
|         | 1983 – 2000  | Willy Dehaen (CVP)                      |
|         | 2001 – 2012  | Ingrid Pira (Agalev / Groen)            |
|         | 2013 – 2024  | Erik Broeckx (N-VA)                     |
|         | 2024 - heden | Michiel Hubeau (Groen)                  |

#### Legislatuur 1971–1976
Burgemeester was Constant Amssoms (CVP), voorts bestond het schepencollege uit Vik Van Bladel, Jan Vandewalle, Fons Jespers, Bob Van Hoofstadt, Denijs Peeters en Lieve De Ceutster.

#### Legislatuur 2019-2024
Burgemeester was Erik Broeckx (N-VA). Hij leidde een coalitie bestaande uit N-VA, Vooruit en Open Vld. Samen vormden ze de meerderheid met 15 op 29 zetels.

#### Legislatuur 2024-2030
Burgemeester is Michiel Hubeau (Groen). Hij leidt een coalitie bestaande uit de lijst Groen Vooruit en PRO-Mortsel. Samen vormen ze een meerderheid van 15 op 29 zetels.
Het college van burgemeester en schepenen bestaat uit:
- Michiel Hubeau (Groen Vooruit): burgemeester; bevoegd voor algemene coördinatie, veiligheid, burgerzaken, natuur en biodiversiteit, klimaat, energie en voedselinitiatieven, financiën, autonoom gemeentebedrijf, intergemeentelijke en internationale samenwerking
- Steve D'Hulster (Groen Vooruit): schepen bevoegd voor onderwijs, vrije tijd, cultuur, jeugd, sport en bibliotheek, erfgoed, feesten en evenementen, communicatie en verenigingen
- Nadia Saouti (Groen Vooruit): schepen bevoegd voor sociale zaken, welzijn, zorg en gezondheid, wonen, gelijke kansen en voorzitter van het bijzonder comité voor de sociale dienst
- Michiel Tisson (PRO-Mortsel): schepen bevoegd voor lokale economie, wijkwerking, citymarketing, dierenwelzijn, carnaval, netheid en afvalbeleid
- Jitse Born (Groen Vooruit): schepen bevoegd voor mobiliteit, openbare werken, participatie en vrijwilligers, mondiaal beleid en begraafplaatsen
- Tim Robaeye (Groen Vooruit): schepen bevoegd voor omgeving, ruimtelijke ordening en stedenbouw, patrimonium en FORT 4
- Patricia Bal (PRO-Mortsel): schepen bevoegd voor personeel, organisatie, administratieve vereenvoudiging en digitalisering, toegankelijkheid en juridische zaken

klimaat en openbare werken, mobiliteit, FORT 4, communicatie en participatie

#### Resultaten gemeenteraadsverkiezingen sinds 1976
| Partij of kartel     | Partij of kartel                                                      | 10-10-1976 | 10-10-1976 | 10-10-1982 | 10-10-1982 | 9-10-1988 | 9-10-1988 | 9-10-1994 | 9-10-1994 | 8-10-2000 | 8-10-2000 | 8-10-2006 | 8-10-2006 | 14-10-2012 | 14-10-2012 | 14-10-2018 | 14-10-2018 | 13-10-2024 | 13-10-2024 |
| Stemmen / Zetels     | Stemmen / Zetels                                                      | %          | 29         | %          | 29         | %         | 29        | %         | 29        | %         | 29        | %         | 27        | %          | 29         | %          | 29         | %          | 29         |
| -------------------- | --------------------------------------------------------------------- | ---------- | ---------- | ---------- | ---------- | --------- | --------- | --------- | --------- | --------- | --------- | --------- | --------- | ---------- | ---------- | ---------- | ---------- | ---------- | ---------- |
|                      | PVDA                                                                  | -          |            | 0,63       | 0          | -         |           | 0,91      | 0         | -         |           | -         |           | -          |            | 4,8        | 0          | 6,7        | 1          |
|                      | Agalev1/ Groen!-sp.a-spiritC/ Groen2/ Groen VooruitD                  | -          |            | 11,481     | 3          | 15,591    | 5         | 17,581    | 6         | 19,21     | 6         | 25,32C    | 7         | 21,932     | 7          | 21,92      | 8          | 38,3D      | 13         |
|                      | SP1/ Groen!-sp.a-spiritC/ sp.a2/ sp.a-I Love Mortsel3/ Groen VooruitD | 12,391     | 3          | 11,131     | 3          | 11,361    | 3         | 8,271     | 2         | 7,521     | 2         | 25,32C    | 7         | 10,512     | 3          | 9,93       | 3          | 38,3D      | 13         |
|                      | PVV1/ VLD2/ VLD-VIVANTB/ Open Vld4/ Samen Lokaal CD&V VLDE            | 8,511      | 1          | 9,391      | 2          | 11,091    | 3         | 14,122    | 4         | 19,422    | 6         | 20,07B    | 5         | 9,134      | 2          | 5,44       | 1          | 6,0E       | 1          |
|                      | CVP1/ CD&V+N-VAA/ CD&V2/ Samen Lokaal CD&V VLDE                       | 52,631     | 17         | 36,111     | 13         | 35,371    | 13        | 28,591    | 10        | 16,081    | 5         | 24,10A    | 7         | 7,812      | 2          | 6,62       | 1          | 6,0E       | 1          |
|                      | VU1/ VU&ID2/ CD&V+N-VAA/ N-VA3                                        | 26,481     | 8          | 17,871     | 6          | 12,871    | 4         | 9,041     | 2         | 12,322    | 4         | 24,10A    | 7         | 31,393     | 11         | 31,73      | 11         | 30,33      | 10         |
|                      | Vlaams Blok1/ Vlaams Belang2                                          | -          |            | -          |            | 7,161     | 1         | 15,741    | 5         | 18,311    | 6         | 20,572    | 6         | 8,162      | 2          | 9,02       | 2          | 8,72       | 2          |
|                      | Mortsel-anders1/ Mortsel Leeft!2/PRO-Mortsel3                         | -          |            | -          |            | -         |           | -         |           | -         |           | 9,221     | 2         | 9,391      | 2          | 10,82      | 3          | 9,93       | 2          |
|                      | VDM                                                                   | -          |            | 8,64       | 2          | -         |           | -         |           | -         |           | -         |           | -          |            | -          |            | -          |            |
|                      | Anderen(*)                                                            | -          |            | 4,76       | 0          | 6,56      | 0         | 5,75      | 0         | 7,15      | 0         | 0,72      | 0         | 1,67       | 0          | -          |            | -          |            |
| Totaal stemmen       | Totaal stemmen                                                        | 19361      | 19361      | 18985      | 18985      | 18887     | 18887     | 17872     | 17872     | 17313     | 17313     | 17619     | 17619     | 17019      | 17019      | 17317      | 17317      | 12686      | 12686      |
| Opkomst %            | Opkomst %                                                             |            |            |            |            | 93,35     | 93,35     | 90,92     | 90,92     | 90,22     | 90,22     | 93,08     | 93,08     | 89,61      | 89,61      | 92,1       | 92,1       | 66,6       | 66,6       |
| Blanco en ongeldig % | Blanco en ongeldig %                                                  | 3,5        | 3,5        | 4,32       | 4,32       | 3,63      | 3,63      | 4,17      | 4,17      | 2,82      | 2,82      | 2,89      | 2,89      | 1,96       | 1,96       | 2,2        | 2,2        | 0,5        | 0,5        |

De zetels van de gevormde coalitie staan vetjes afgedrukt. De grootste partij is in kleur.
(*) 1982: ELAM (1,79%), VB (2,97%) / 1988: CDU (4,33%), STORMS (2,23%) / 1994: STORMS (1,72%), W.O.W. (4,03%) / 2000: BEL (0,73%), M.V.B. (4,33%), VIVANT (2,09%) / 2006: VLOTT (0,72%) / 2012: Jong&Onafhankelijk (1,67%)

## Bezienswaardigheden

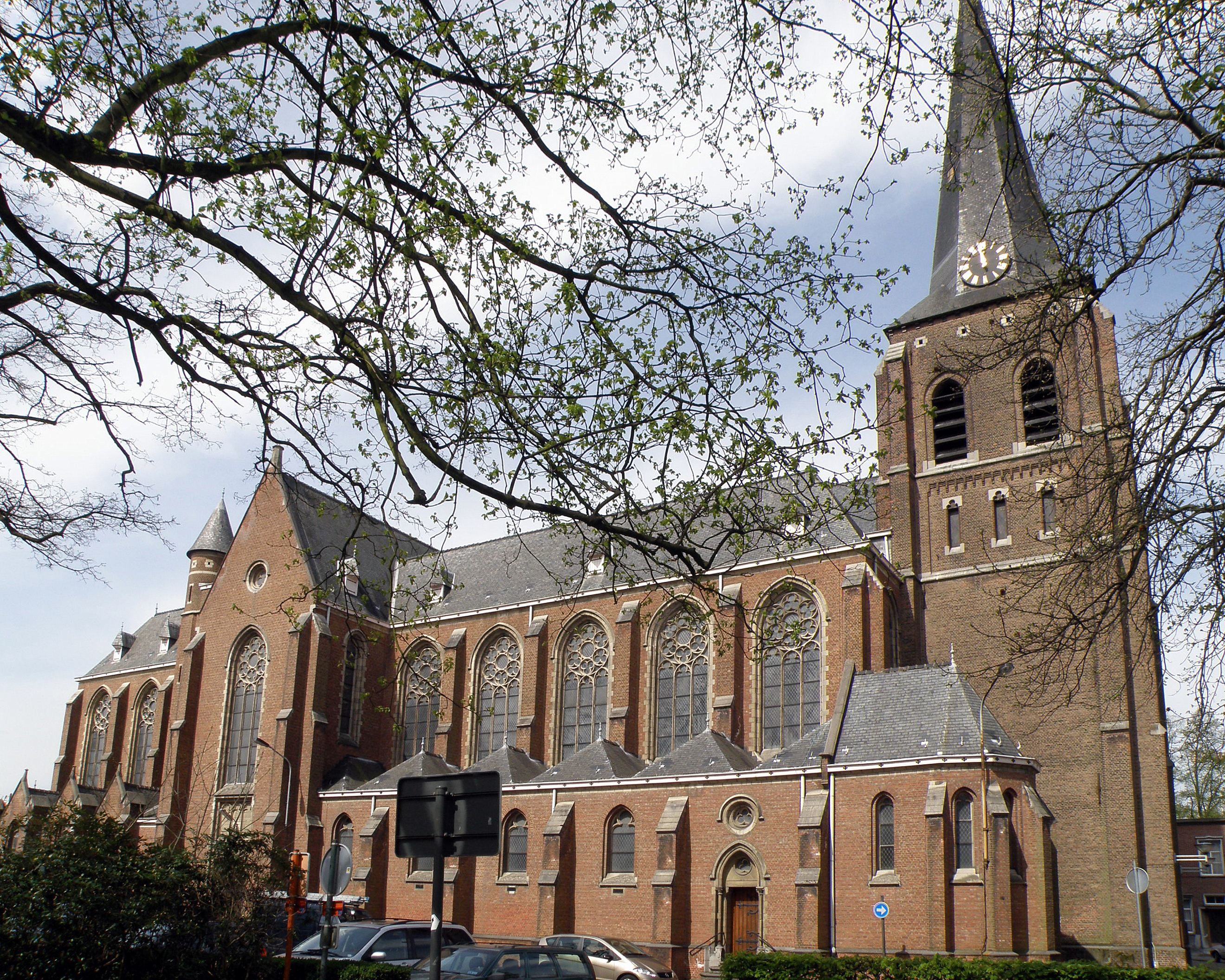
Voorkant van de Heilig Kruiskerk, deze ligt voor de plaatselijke school (Olve)

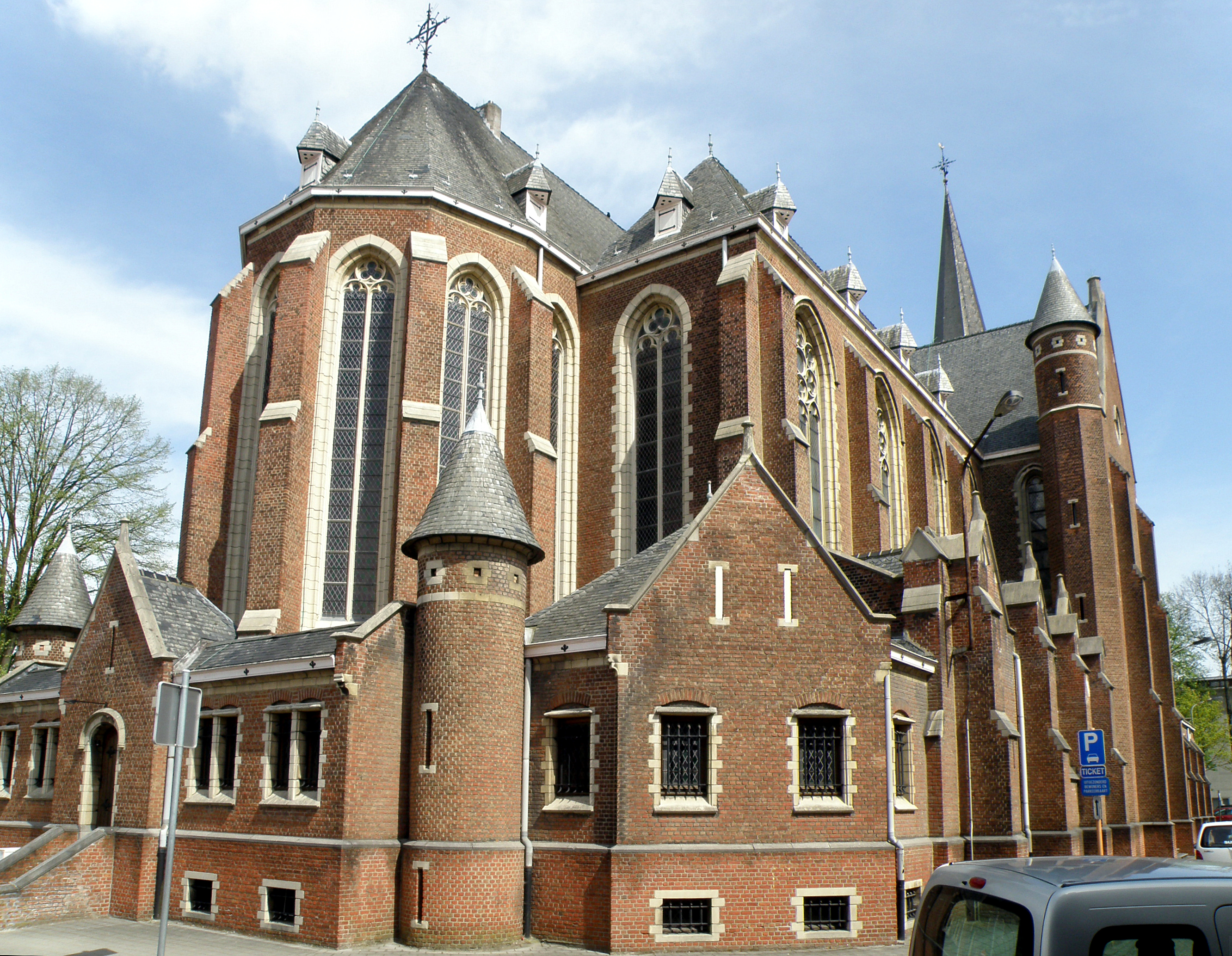
Achterkant van de Heilig Kruiskerk, deze ligt voor de plaatselijke school (Olve)

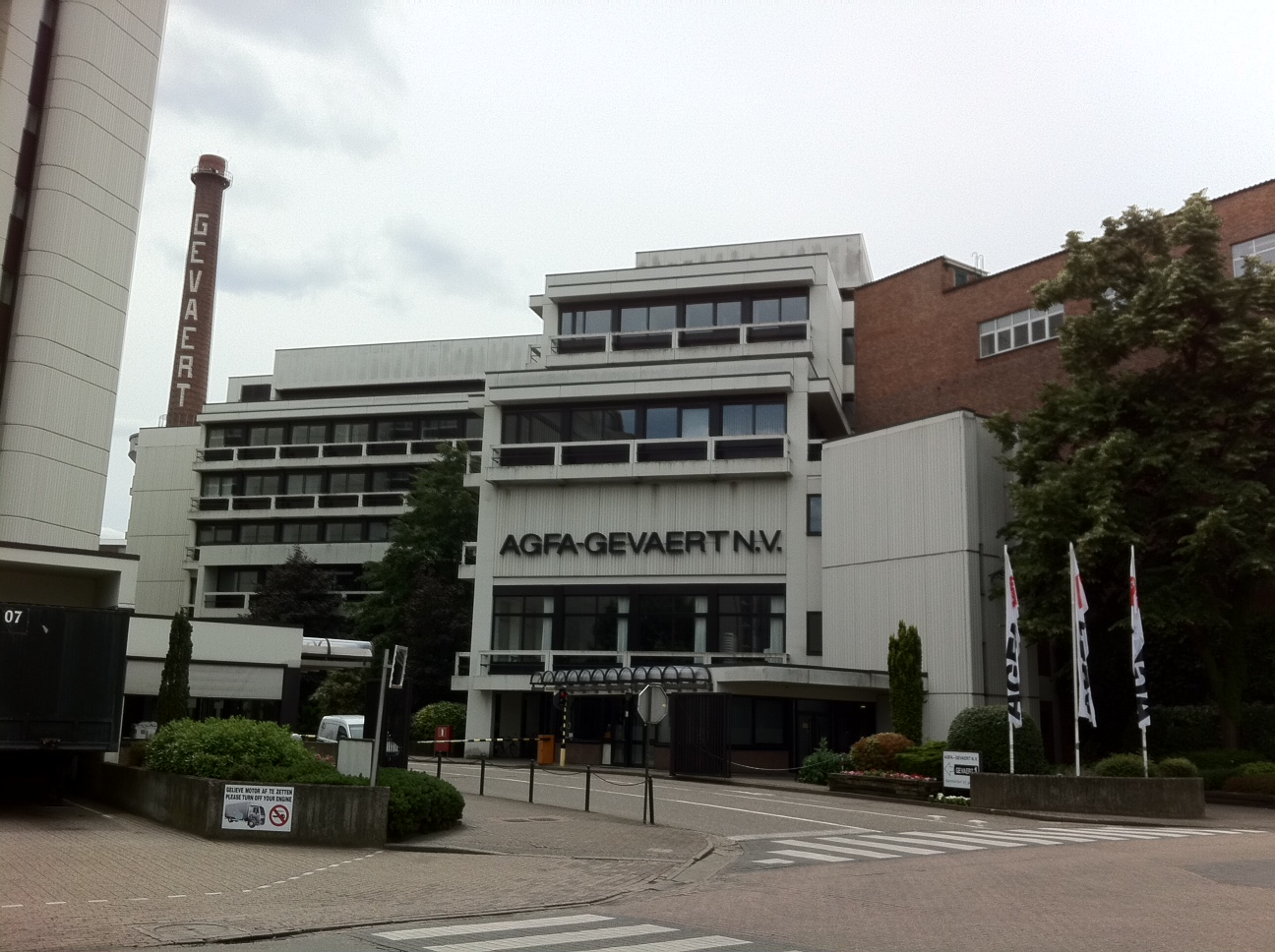
Agfa-Gevaert

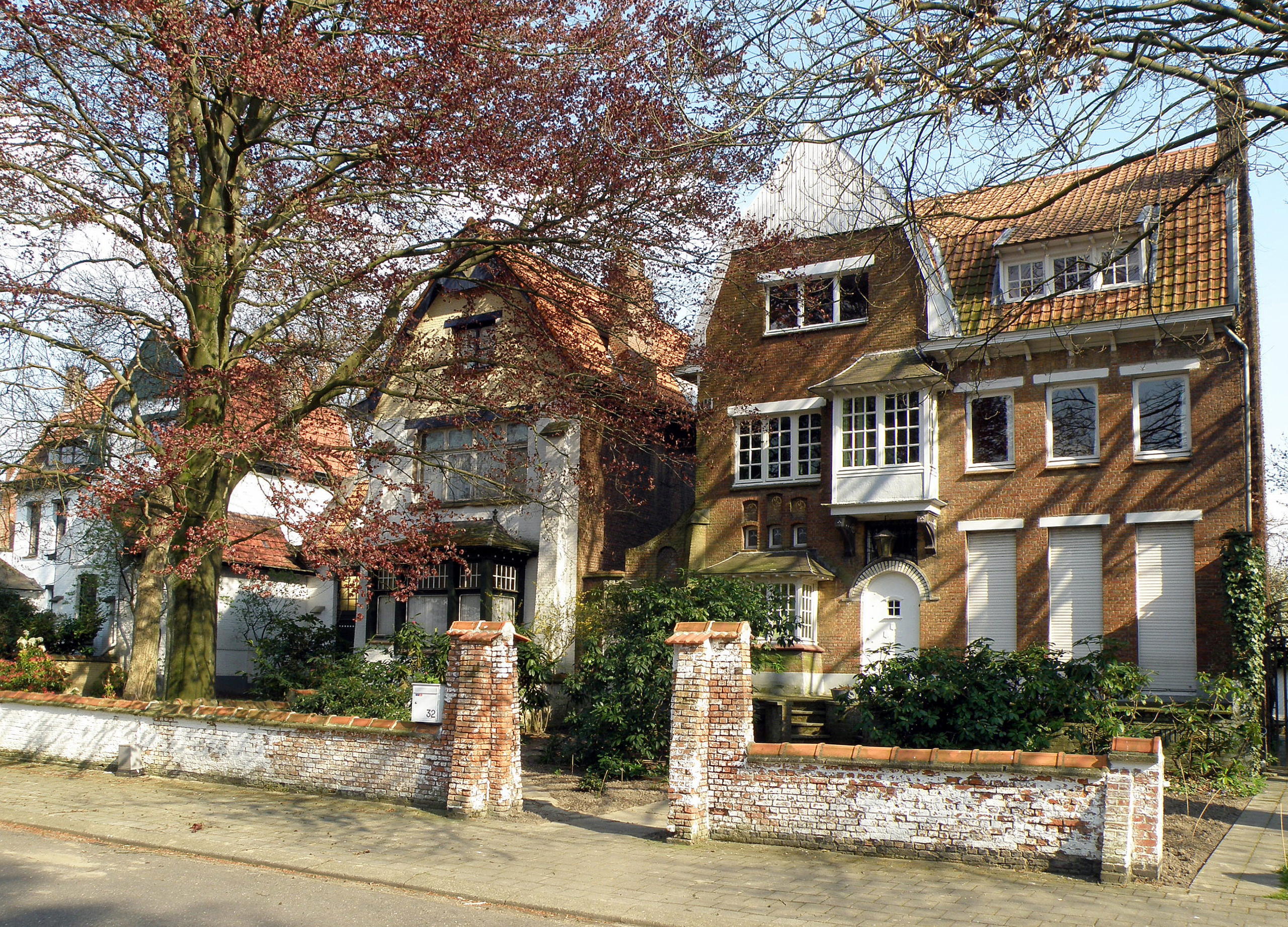
Landhuizen aan de Kapellelei

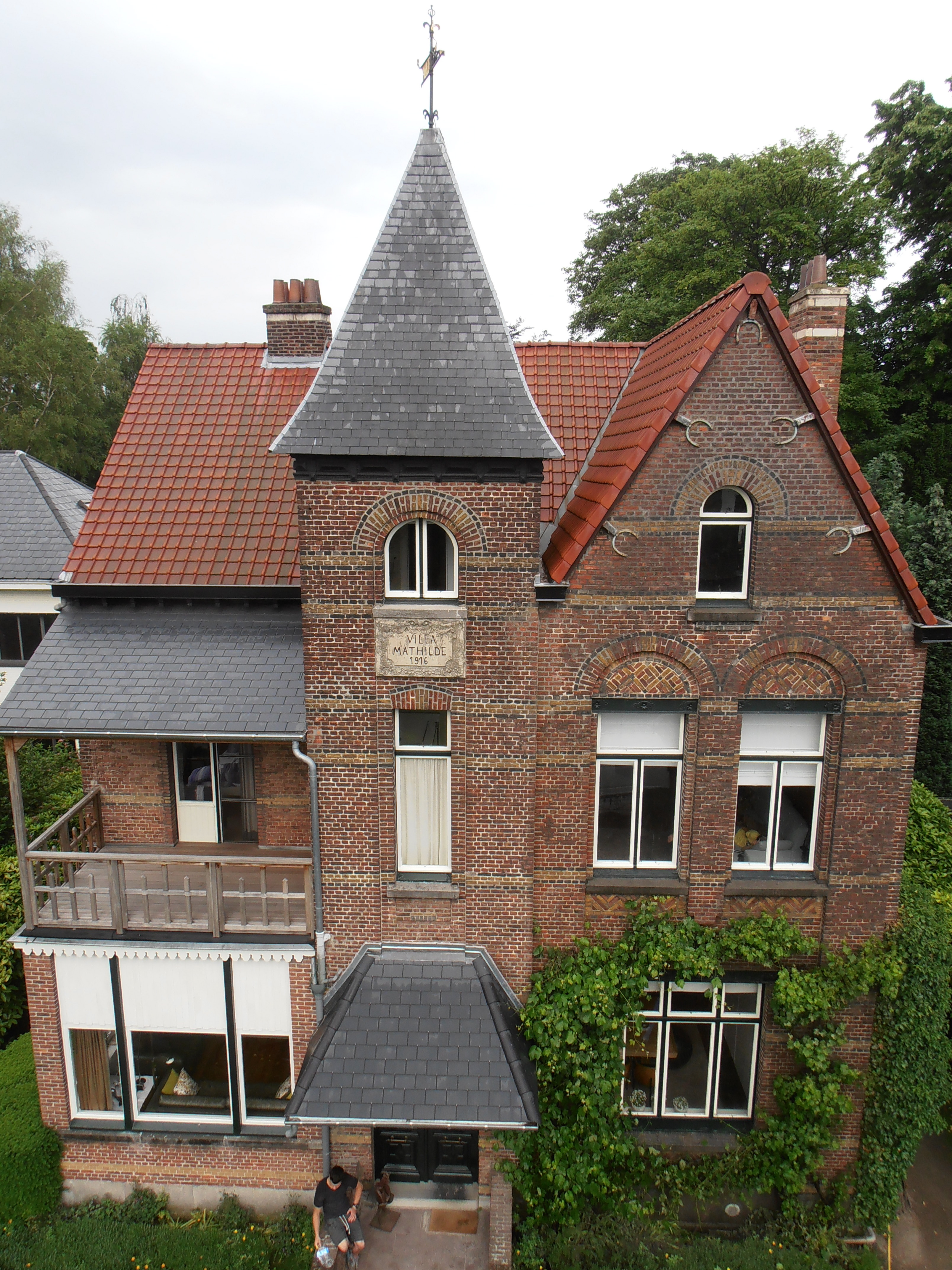
Villa Mathilde

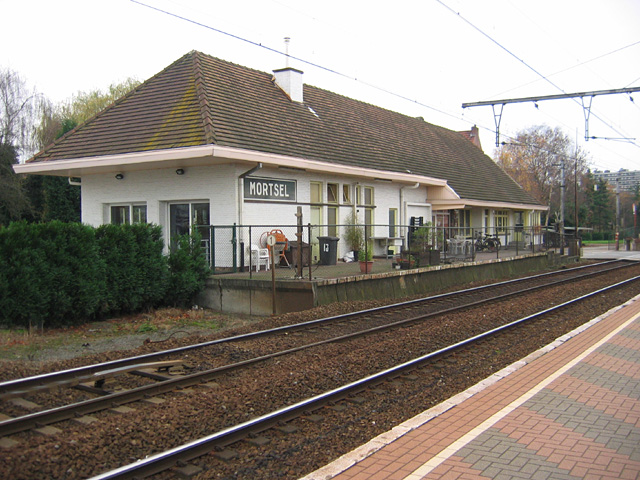
Station Mortsel langs spoorlijn 27

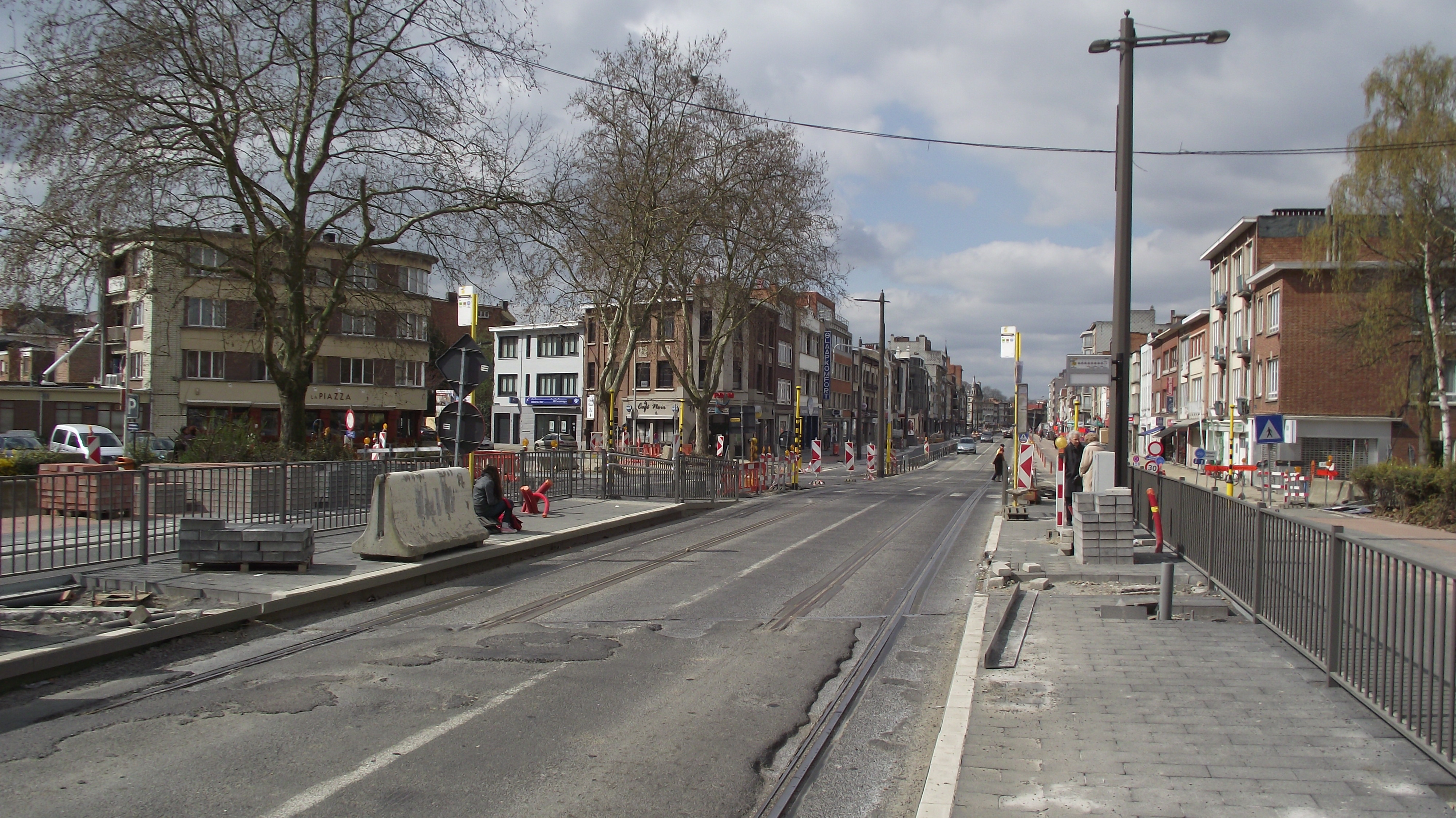
Aanleg nieuwe tramhalte van station Mortsel-Oude-God in 2012

Zie ook:  Lijst van onroerend erfgoed in Mortsel
- Sint-Benedictuskerk
- Sint-Bernadettekerk
- Sint-Lodewijkskerk
- Heilig Kruiskerk
- Sint-Jozefskerk
- Kasteel Cantecroy
- Kasteel Ten Dorpe
- Kasteel Ter Varent
- Fort 4
- Hoeve Domen met duiventoren

## Mobiliteit
Mortsel ligt aan een knooppunt van verschillende spoorlijnen en telt daardoor vandaag op een relatief kleine oppervlakte drie spoorwegstations. Station Mortsel bedient zowel spoorlijn 25 (Brussel-Noord – Antwerpen-Luchtbal, 160 km/u, enkel reizigers) als spoorlijn 27 (Brussel-Noord – Antwerpen-Centraal, 120 km/u). Station Mortsel-Oude-God enkel spoorlijn 25, en Mortsel-Liersesteenweg enkel spoorlijn 27. Tijdens de week wordt Mortsel-Oude-God enkel bediend door de IC-treinen van Antwerpen-Centraal naar Brussel-Zuid en omgekeerd. Mortsel wordt dagelijks bediend en Mortsel-Liersesteenweg enkel op weekdagen. Tot december 2024 bestond er ook Mortsel-Deurnesteenweg. Dit station werd op 15 december 2024 gefuseerd met Station Mortsel. Een vijfde station, Mortsel-Luithagen werd in 1970 samen met de fortenlijn buiten gebruik gesteld en afgebroken. Tijdens de Koude Oorlog speelde het nu verdwenen goederenstation Fort 3 bij Fort 3 een belangrijke rol.
Via de tramlijnen 7 en 15 is Mortsel met de buurstad Antwerpen verbonden. Sinds 13 augustus 2012 rijdt tramlijn 15 via de Statielei en de treinstations Mortsel-Oude-God en Mortsel-Liersesteenweg naar Capenberg in Boechout (onderdeel van Brabo I). Er is ook een tramlijnverlenging via de Boniverlei in Edegem naar Kontich gepland. Verschillende bussen van De Lijn hebben haltes in Mortsel, dat samen met Antwerpen in één tariefzone ligt. Hun eindbestemming is Berchem Station. Reizigers die naar het centrum van Antwerpen willen, kunnen overstappen op de tram.

## Economie
In Mortsel is de multinational Agfa-Gevaert gevestigd en in vroegere tijden ook de fabrieken van Minerva.

## Jeugdwerking
Mortsel heeft een heel actieve jeugdwerking. In totaal telt Mortsel vier scoutsgroepen (waarvan een gedeeld met buurgemeente Boechout), een chirogroep, een KSA-groep, een jeugdatelier genaamd Kreamo, een groep van het Jeugd Rode Kruis en een VNJ-groep. Daarnaast ligt in de Lusthovenlaan het Jeugdhuis Centraal.

## Bekende Mortselaren

### Geboren in Mortsel
Door de aanwezigheid van een ziekenhuis binnen de gemeentegrens van Mortsel (namelijk GZA Sint-Jozef) ligt het aantal geboortes in deze gemeente bovengemiddeld hoog.
- Warre Borgmans (1956), acteur
- Della Bosiers (1946), zangeres
- Jozef Bosmans (1935), politicus
- Jules Bosmans (1914-2000), atleet
- Luc Brewaeys (1959-2015), componist
- Ludo Busschots (1956-2020), acteur
- Ludwig Caluwé (1961), politicus
- Viviane De Muynck (1946), actrice
- Adriaan de Roover (1923-2016), dichter en essayist
- Bart De Wever (1970), politicus
- Marijke Dillen (1960), politica
- Paul Dumez (1942), politicus
- Monika Dumon (1959), actrice
- Michel Follet (1959), radio- en tv-presentator
- Pieter-Jan Hannes (1992), atleet
- Hilde Heijnen (1965), actrice
- Dirk Holemans (1965), politicus
- Geert Hunaerts (1972), acteur
- Kristof Jacobs (1980), politicoloog
- Rik Kuypers (1925-2019), filmregisseur
- Koen Lenaerts (1954), voorzitter Europees Hof van Justitie, professor KU Leuven
- Bob Mau (1926-2006), striptekenaar
- Dirk Meynendonckx (1961), acteur
- Ivo Michiels (1923-2012), schrijver, essayist
- Marc Nevens (1954), atleet
- Jeroen Olyslaegers (1967), schrijver
- Bart Peeters (1959), zanger, acteur, muzikant, presentator
- Jan Penris (1964), politicus
- Godfried Thomas Pieraerts (1908-1984), norbertijn
- Ann Pira (1965), actrice
- Ingrid Pira (1958), burgemeester van Mortsel
- Bart Plouvier (1951-2021), auteur
- Ke Riema (1914-2013), tekstschrijfster
- Tom Schamp (1970), illustrator
- Tom Schoonooghe (1973), illustrator en schrijver
- Clem Schouwenaars (1932-1993), schrijver, dichter
- Mathilde Schroyens (1912-1996), politica
- Marc Smet (1951), atleet
- Tamino (1996), zanger
- Luc Tuymans (1958), kunstenaar
- Raf Van Brussel (1971), zanger
- Eva Van der Gucht (1977), actrice
- Mitta Van der Maat (1958), zangeres, regisseuse en actrice
- Herman Van Goethem (1958), historicus en jurist
- Jos Van Oosterwyck (1949), muziekkenner
- Linda Van Tulden (1952), producent, regisseur, scenarioschrijfster
- Marc Verhaegen (1957), striptekenaar

### Inwoners van Mortsel
- Alex Agnew, komiek
- Constant Amssoms, politicus voor CVP
- Erik Broeckx, politicus voor N-VA
- Rita De Bont, politica Vlaams Belang
- Koen De Bouw, acteur
- Willy Dehaen, politicus voor CVP
- Bob De Richter, weerman en politicus
- Anuna De Wever, milieuactiviste
- Wim Helsen, cabaretier
- Kathleen Huys, VRT-journaliste
- Herman Ullens, politicus
- Jos Vandeloo, auteur
- Bea Cantillon, academica en voormalig politica
- Frans Mariman, medestichter van de KVI
- Pieter Serrien, historicus en schrijver

### Andere aan de gemeente gelinkte personen
- Lieven Gevaert, stichter van Agfa-Gevaert
- Henriëtte van den Bergh, de moeder van de jong overleden Fritz Mayer van den Bergh, zij liet de Sint-Fredericusstichting bouwen, een rusthuis voor onbemiddelde oudere echtparen. Dit werd later woonzorgcentrum Mayerhof. Ook liet zij 43 eengezinswoningen optrekken als sociale woningen. Deze stonden aan de huidige Mayerlei.
- Mar Ekkart, internationaal geprezen danser en medeoprichter Dansschool Ekkart in Mortsel

## Nabijgelegen kernen
Hove, Boechout, Berchem, Edegem